# Botrychium subbifoliatum
Botrychium subbifoliatum là một loài dương xỉ trong họ Ophioglossaceae. Loài này được Brack. mô tả khoa học đầu tiên.